# Caribische griel
De Caribische griel (Hesperoburhinus bistriatus synoniem: Burhinus bistriatus) is een vogel uit de familie van grielen (Burhinidae).

## Verspreiding en leefgebied
Deze soort komt voor van zuidelijk Mexico tot noordelijk Brazilië, maar ook op Hispaniola en telt vier ondersoorten:
- H. b. bistriatus: van zuidelijk Mexico tot centraal Honduras en noordwestelijk Costa Rica.
- H. b. vocifer: centraal en oostelijk Colombia, Venezuela, Guyana en noordelijk Brazilië.
- H. b. pediacus: noordelijk en westelijk Colombia en noordwestelijk Venezuela.
- H. b. dominicensis: Hispaniola.

## Status
De grootte van de populatie is in 2019 geschat op 0,5-5 miljoen volwassen vogels. Op de Rode lijst van de IUCN heeft deze soort de status niet bedreigd.